# Landfall
Landfall és una població dels Estats Units a l'estat de Minnesota. Segons el cens del 2000 tenia 700 habitants.

## Demografia
Segons el cens del 2000, Landfall tenia 700 habitants, 292 habitatges, i 167 famílies. La densitat de població era de 3.378,4 habitants per km².
Dels 292 habitatges en un 32,5% hi vivien nens de menys de 18 anys, en un 29,5% hi vivien parelles casades, en un 17,8% dones solteres, i en un 42,8% no eren unitats familiars. En el 31,8% dels habitatges hi vivien persones soles el 6,5% de les quals corresponia a persones de 65 anys o més que vivien soles. El nombre mitjà de persones vivint en cada habitatge era de 2,4 i el nombre mitjà de persones que vivien en cada família era de 3,08.
Per edats la població es repartia de la següent manera: un 28,6% tenia menys de 18 anys, un 9,9% entre 18 i 24, un 34% entre 25 i 44, un 21,1% de 45 a 60 i un 6,4% 65 anys o més.
L'edat mediana era de 32 anys. Per cada 100 dones de 18 o més anys hi havia 107,5 homes.
La renda mediana per habitatge era de 31.136 $ i la renda mediana per família de 35.893 $. Els homes tenien una renda mediana de 28.375 $ mentre que les dones 25.500 $. La renda per capita de la població era de 15.588 $. Entorn del 20,1% de les famílies i el 19,4% de la població estaven per davall del llindar de pobresa.

## Poblacions més properes
El següent diagrama mostra les poblacions més properes.